# Osteospermum leptolobum
Osteospermum leptolobum là một loài thực vật có hoa trong họ Cúc. Loài này được (Harv.) Norl. mô tả khoa học đầu tiên.